# 康定翠雀花
康定翠雀花（学名：Delphinium tatsienense）为毛茛科翠雀属下的一个种。

## 扩展阅读
維基物種上的相關：康定翠雀花